# Vadi Halfa
Vadi Halfa (arabsko  وادي حلفا‎ Wādī Ḥalfā) je mesto na obali Nubijskega jezera, sudanskega dela Naserjevega jezera na Nilu. Je zadnja postaje železniške proge iz Kartuma, na kateri se vse dobrine pretovorijo in razvažajo po jezeru z dvema trajektoma.  Leta 2007 je imelo mesto 15.725 prebivalcev. Vadi Halfa  leži sredi bogate starodavne  nubijske zapuščine, zato je v središču pozornosti arheologov, ki jo poskušajo rešiti preden bo Naserjevo jezero doseglo  najvišjo načrtovano gladino.

## Zgodovina
Arheološke najdbe kažejo, da je bila Vadi Halfa naseljena že v prazgodovini.  Od Srednjega egipčanskega kraljestva do rimskega obdobja Egipta je bila na nasprotnem bregu Nila egipčanska kolonija Buhen.
Sodobna Vadi Halfa je bila z imenom Nubija ustanovljena v 19. stoletju kot pristanišče za parnike iz Asuana. Po turško-egipčanski osvojitvi je postala izhodišče za vojne pohode proti jugu. V drugi polovici 19. stoletja je leta 1866 dobila telegrafsko povezavo z Egiptom in leta 1873  in 1877 doživela ponesrečena poskusa gradnje železniške proge do Kerme.  Ko je bila proga končno zgrajena, se je Vadi Halfa s parnikom preko pristanišča malo južno od Asjuta povezala z egiptovskim železniškim omrežjem.
Leta 1885 se je v Vadi Halfi zaradi britanske kolonialne vojne proti Sudau zpostavil vojni režim. Začelo se je obdobje nemirov, ker so bili na meji pogosti konflikti. Leta 1889 je v mesto prišla vojska Abd al-Rahmana al-Mahdija, ki se je odpravljala v bitko pri Toski. Po njenem porazu je bil v Vadi Halfi nekaj časa glavni štab britanskih in egiptovskih čet pod poveljstvom lorda Kitchenerja, ki je poskušala poraziti vojsko samooklicanega mahdija Muhammada Ahmada, ki je vladal od leta 1895 do 1899. 
V letih 1911 do 1931 je bilo v mestu središče za opazovanje gladine Nila, povezano s prvim  Asuanskim jezom med drugo svetovno vojno pa komunikacijsko središče zavetniških sil v Afriki. 
8. novembra 1959 je bila med Egiptom in Sudanom podpisana pogodba o gradnji novega Asuanskega jezu, ki je neposredni prizadela 52.000 prebivalcev Sudana, ki bi jih morali od leta 1960-1964 preseliti. V Vadi Halfi in tudi drugod po Sudanu so izbruhnile množične demonstracije, zaradi katerih so v Vadi Halfi uvedli vojno zakonodajo. Leta 1964 je voda za jezom poplavila večino stare Vadi Halfe, zato je v leta 1965 v mestu ostalo samo še 3.200 prebivalcev. V 70. letih 20. stoletja so mesto intenzivno raziskovali arheologi, da bi pred vodo rešili stare nubijske spomenike. Leta 2005 bi se v mestu morala začeti graditi muzej in nubijska vas, vendar se to do zdaj še ni zgodilo.

## Podnebje
Vadi Halfa ima vroče puščavsko podnebje (Köppenova klasifikacija klime BWh), značilna za Nubijsko puščavo. Mesto ima letno 4300 sončnih ur,  kar je  97-98 % mogočih sončnih ur. Povprečna letna količina padavin je samo 0,5 mm. Zgodi se, da več let ne pade niti kaplja dežja.
Mesto ima dolga in vroča poletja in tople zime. Povprečna letna temperatura je 27 °C. Od maja do septembra povprečna najvišja dnevna temperatura presega 40 °C.
| Podnebni podatki za Vadi Halfa (1961–1990) | Podnebni podatki za Vadi Halfa (1961–1990) | Podnebni podatki za Vadi Halfa (1961–1990) | Podnebni podatki za Vadi Halfa (1961–1990) | Podnebni podatki za Vadi Halfa (1961–1990) | Podnebni podatki za Vadi Halfa (1961–1990) | Podnebni podatki za Vadi Halfa (1961–1990) | Podnebni podatki za Vadi Halfa (1961–1990) | Podnebni podatki za Vadi Halfa (1961–1990) | Podnebni podatki za Vadi Halfa (1961–1990) | Podnebni podatki za Vadi Halfa (1961–1990) | Podnebni podatki za Vadi Halfa (1961–1990) | Podnebni podatki za Vadi Halfa (1961–1990) | Podnebni podatki za Vadi Halfa (1961–1990) |
| Mesec                                      | Jan                                        | Feb                                        | Mar                                        | Apr                                        | Maj                                        | Jun                                        | Jul                                        | Avg                                        | Sep                                        | Okt                                        | Nov                                        | Dec                                        | Letno                                      |
| ------------------------------------------ | ------------------------------------------ | ------------------------------------------ | ------------------------------------------ | ------------------------------------------ | ------------------------------------------ | ------------------------------------------ | ------------------------------------------ | ------------------------------------------ | ------------------------------------------ | ------------------------------------------ | ------------------------------------------ | ------------------------------------------ | ------------------------------------------ |
| Rekordno visoka temperatura °C             | 35.5                                       | 41.6                                       | 45.5                                       | 45.7                                       | 47.8                                       | 48.7                                       | 46.7                                       | 47.6                                       | 46.5                                       | 44.5                                       | 39.0                                       | 35.6                                       | 48.7                                       |
| Povprečna visoka temperatura °C            | 23.3                                       | 25.7                                       | 30.5                                       | 36.1                                       | 39.6                                       | 41.1                                       | 40.7                                       | 40.1                                       | 39.2                                       | 36.1                                       | 29.2                                       | 24.8                                       | 33.9                                       |
| Povprečna dnevna temperatura °C            | 16.4                                       | 18.1                                       | 22.5                                       | 27.7                                       | 31.5                                       | 33.1                                       | 32.8                                       | 32.5                                       | 31.8                                       | 28.8                                       | 22.5                                       | 18.1                                       | 26.3                                       |
| Povprečna nizka temperatura °C             | 9.5                                        | 10.5                                       | 14.6                                       | 19.4                                       | 23.3                                       | 25.0                                       | 24.9                                       | 24.9                                       | 24.4                                       | 21.5                                       | 15.7                                       | 11.3                                       | 18.8                                       |
| Rekordno nizka temperatura °C              | 4.2                                        | 2.5                                        | 6.0                                        | 11.0                                       | 13.4                                       | 17.8                                       | 18.5                                       | 17.8                                       | 17.4                                       | 12.3                                       | 5.2                                        | 2.0                                        | 2.0                                        |
| Povprečna količina padavin mm              | 0.1                                        | 0.0                                        | 0.0                                        | 0.0                                        | 0.0                                        | 0.0                                        | 0.0                                        | 0.5                                        | 0.0                                        | 0.0                                        | 0.0                                        | 0.0                                        | 0.6                                        |
| Povprečna relativna vlažnost (%)           | 41                                         | 33                                         | 26                                         | 21                                         | 20                                         | 20                                         | 23                                         | 26                                         | 25                                         | 28                                         | 37                                         | 43                                         | 29                                         |
| Povp. št. sončnih ur                       | 303.8                                      | 277.2                                      | 303.8                                      | 303.0                                      | 325.5                                      | 324.0                                      | 331.7                                      | 322.4                                      | 288.0                                      | 310.0                                      | 303.0                                      | 294.5                                      | 3.686,9                                    |
| % možne sončnosti                          | 92                                         | 91                                         | 86                                         | 86                                         | 86                                         | 87                                         | 87                                         | 88                                         | 86                                         | 90                                         | 94                                         | 91                                         | 89                                         |
| Vir: NOAA                                  |                                            |                                            |                                            |                                            |                                            |                                            |                                            |                                            |                                            |                                            |                                            |                                            |                                            |

## Gospodarstvo
Za lokalno gospodarstvo sta najpomembnejša kmetijstvo in tovarna za predelavo rib.